# ثور بیورگولفسون
ثور بیورگولفسون (انگلیسی: Björgólfur Thor Björgólfsson؛ زادهٔ ۱۹ مارس ۱۹۶۷) سرمایه‌گذار، کارآفرین، و بانکدار اهل ایسلند است.